# Carabus
Carabus es un género de coleópteros adéfagos de la familia Carabidae, propios del Nuevo y del Viejo Mundo. En la región Neártica hay alrededor de 17 especies. Es el único miembro de la subtribu Carabina. Son depredadores nocturnos que se alimentan de caracoles, lombrices de tierra y orugas. La mayoría de las especies se encuentran en el Paleártico.

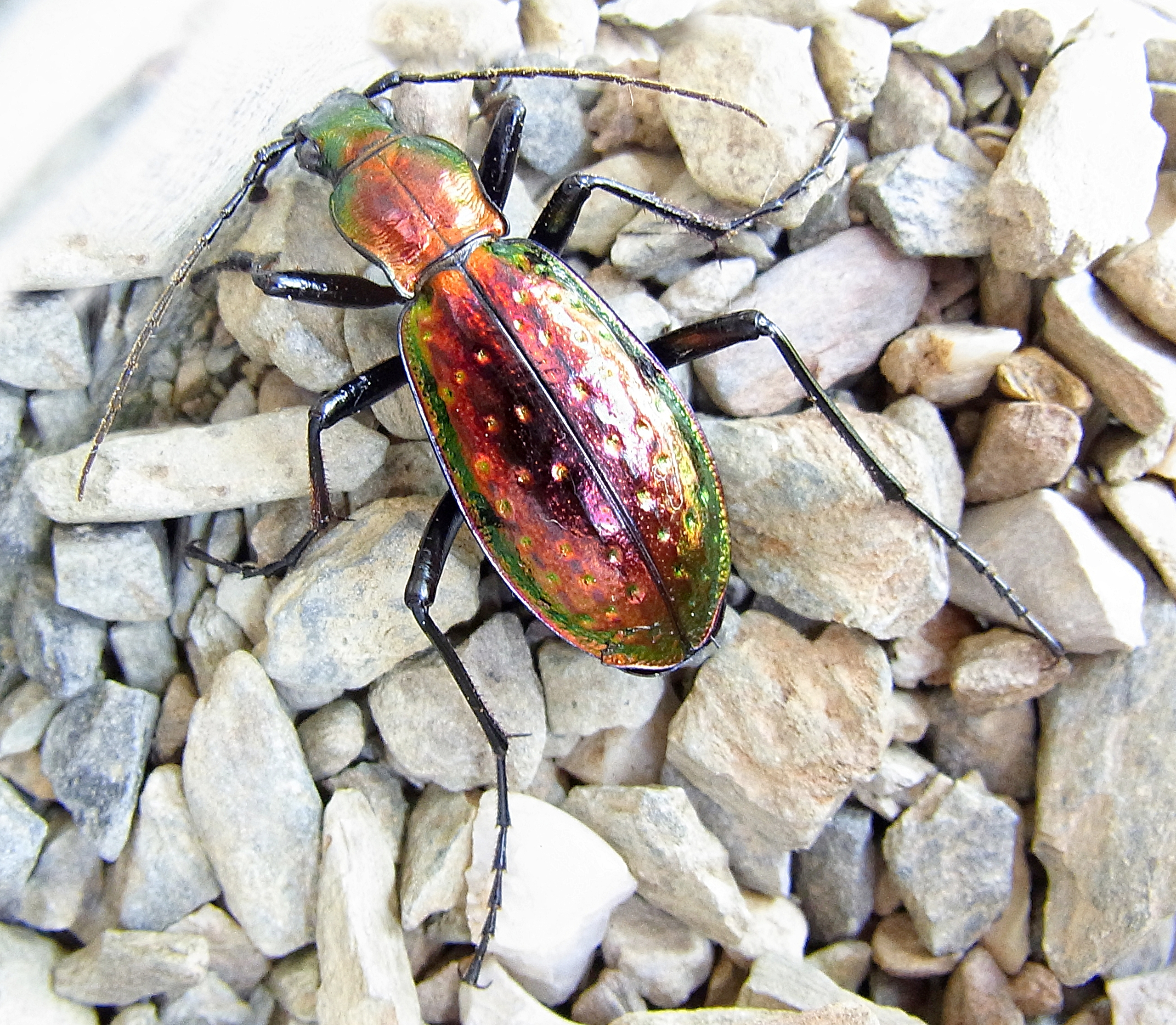
Carabus rutilans
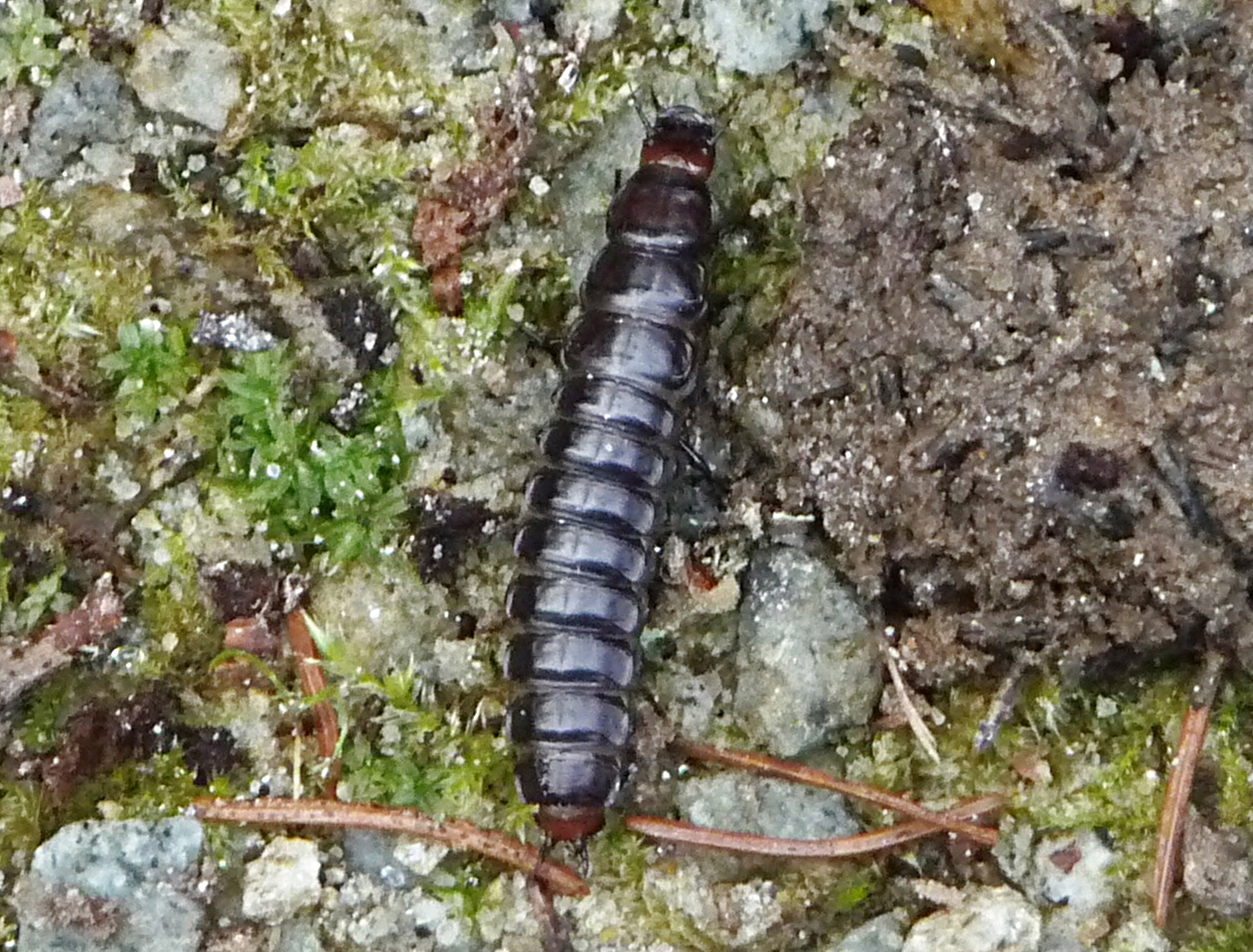
Larva.
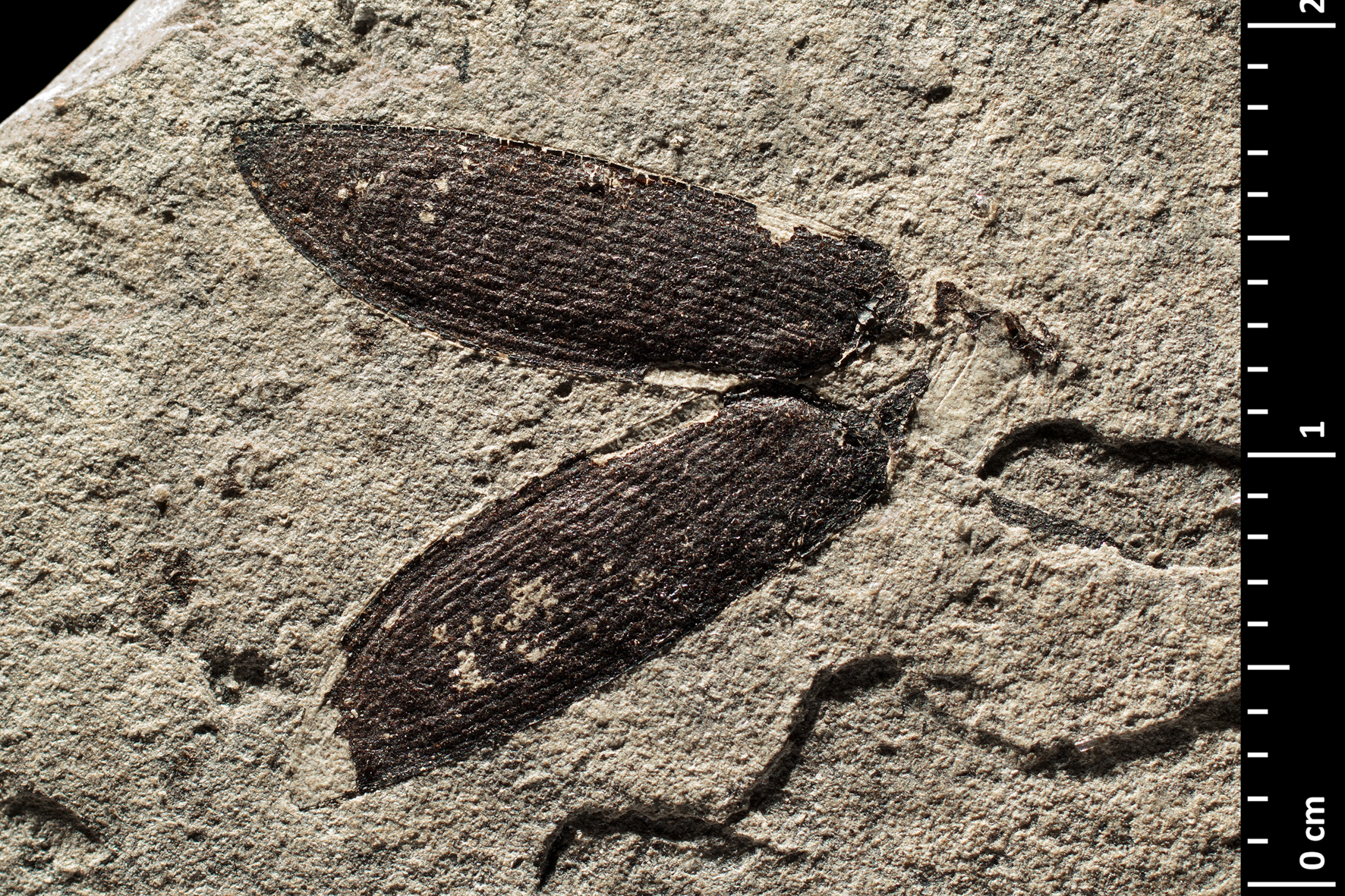
Carabus neli, fósil
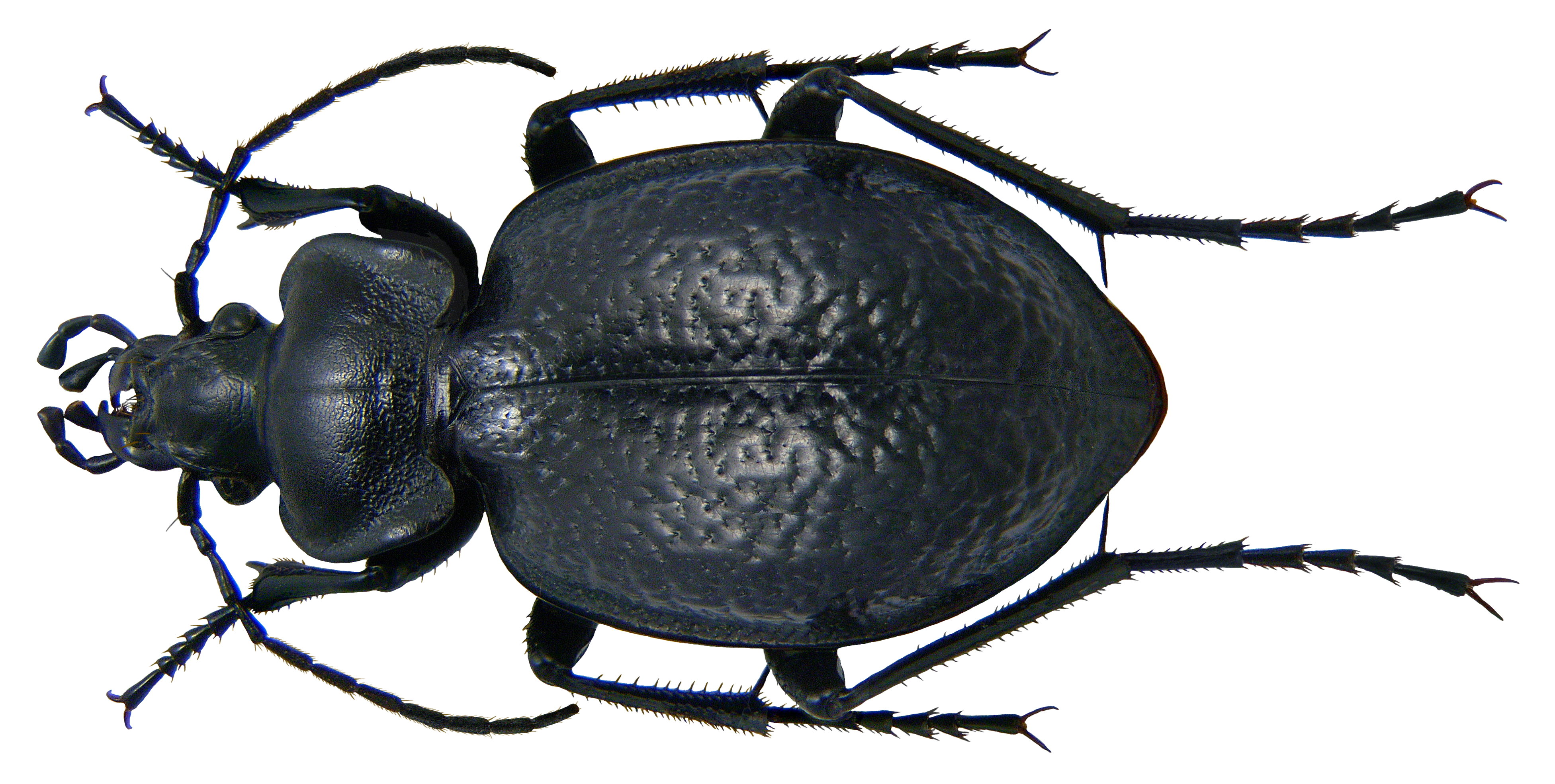
Carabus favieri fezzanus
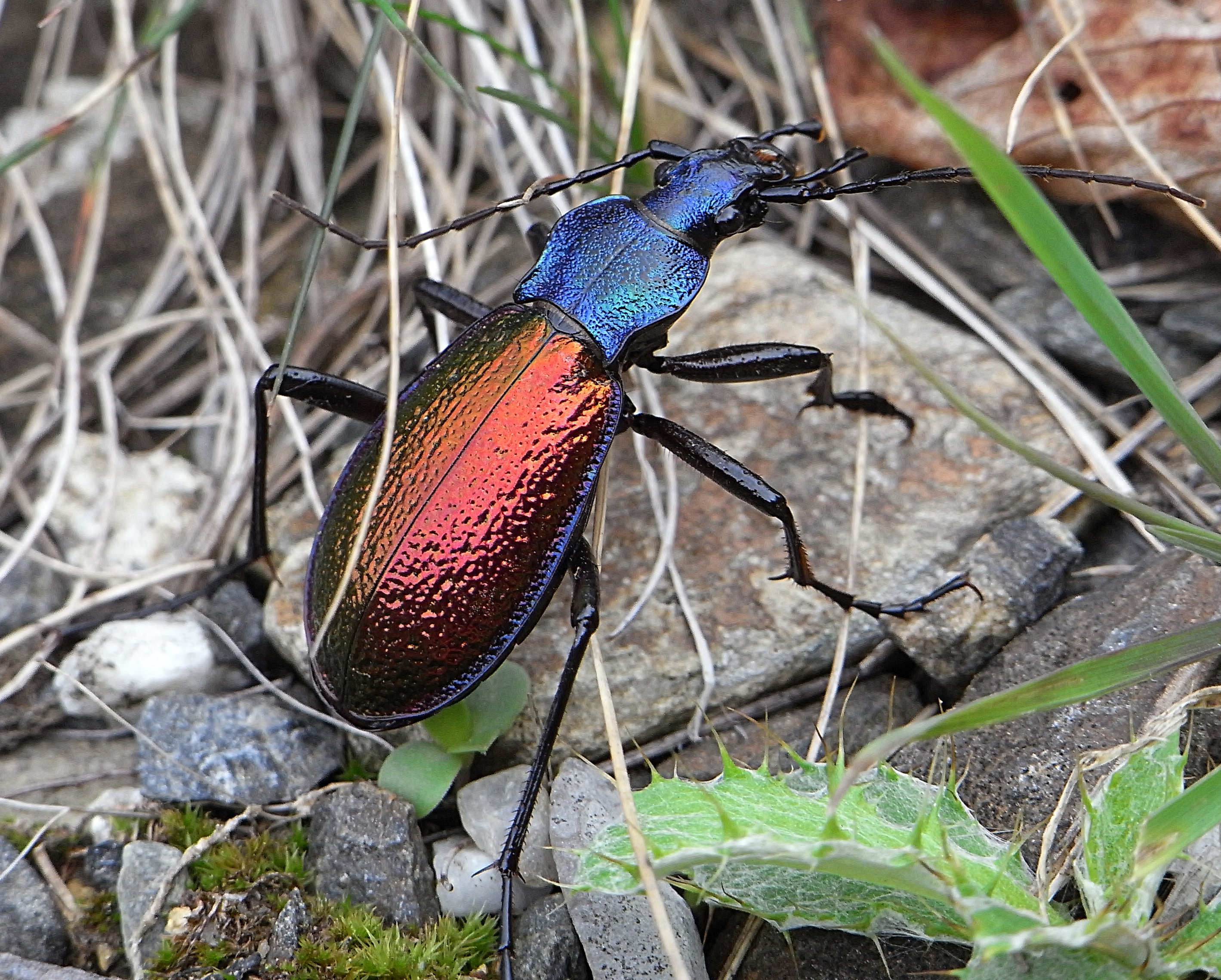
Carabus hispanus

## Especies
- Carabus aba Kalab, 2002
- Carabus abbreviatus Brulle, 1835
- Carabus absonus Cavazzuti & Rapuzzi, 2005
- Carabus achilleanus Cavazzuti, 2002
- Carabus acutithorax Deuve, 1989
- Carabus adamsi Adams, 1817
- Carabus adangensis Gottwald, 1983
- Carabus adelphus Rost, 1892
- Carabus adolescens Hauser, 1925
- Carabus aeneocupreus Hauser, 1932
- Carabus aeneolus Morawitz, 1886
- Carabus aeruginosus Fischer, 1822
- Carabus agamemnon Breuning, 1943
- Carabus agnatus Ganglbauer, 1889
- Carabus ajax Breuning, 1933
- Carabus akinini Morawitz, 1886
- Carabus alagoensoides Mandl, 1975
- Carabus alajensis Semenov, 1896
- Carabus alanstivelli (Morvan, 1981)
- Carabus albrechti Morawitz, 1862
- Carabus alexandrae Semenov, 1887
- Carabus alpestris Sturm, 1815
- Carabus alpherakii Semenov, 1898
- Carabus alysidotus Illiger, 1798
- Carabus anami Ledoux, 1977
- Carabus anatolicus Chaudoir, 1857
- Carabus anchocephalus Reitter, 1896
- Carabus andreiianus Deuve, 2007
- Carabus angermaieri Kleinfeld, 2008
- Carabus angustus Roeschke, 1898
- Carabus anhuinus Imura, 1996
- Carabus anlongensis Deuve & Tian, 2006
- Carabus antoniettae Cavazzuti, 2002
- Carabus anxiensis Kleinfeld, 1998
- Carabus apollo Zolotarev, 1913
- Carabus apschuanus Rost, 1893
- Carabus arboreus Lewis, 1882
- Carabus arcadicus Gistl, 1850
- Carabus arcanus Semenov, 1898
- Carabus aristochroides Deuve, 1992
- Carabus argonautarum Semenov, 1898
- Carabus armeniacus Mannerheim, 1830
- Carabus armiger Imura, 1997
- Carabus arrowi Hauser, 1913
- Carabus arrowianus Breuning, 1934
- Carabus arshanicus Kabak, 2005
- Carabus arunensis Heinertz, 1980
- Carabus arvensis Herbst, 1784
- Carabus asperatus Dejean, 1826
- Carabus augustus Bates, 1888
- Carabus aulacocnemus Semenov, 1896
- Carabus aumonti Lucas, 1849
- Carabus auratus Linnaeus, 1761
- Carabus auriculatus Putzeys, 1872
- Carabus auritus Cavazzuti, 2000
- Carabus aurocinctus Motschulsky, 1846
- Carabus auronitens Fabricius, 1792
- Carabus avinovi Semenov & Znojko, 1932
- Carabus azrael Semenov & Znojko, 1932
- Carabus azrael Semenov & Znojko, 1932
- Carabus azrael Semenov & Znojko, 1932
- Carabus baimanorum Deuve, 1999
- Carabus balangicus Cavazzuti, 2002
- Carabus balassogloi Dohrn, 1882
- Carabus balkaricus Belousov & Abdurachmanov, 1991
- Carabus ballionis Kraatz, 1879
- Carabus banoni Dejean, 1829
- Carabus bargusinensis Obydov, 2008
- Carabus baronii Heinertz, 1977
- Carabus barovskii Semenov & Znojko, 1931
- Carabus barysomus Bates, 1889
- Carabus batangicus Deuve, 1989
- Carabus battoniensis Deuve, 1991
- Carabus belousovi Kabak, 1992
- Carabus benardi Breuning, 1931
- Carabus benpo Kalab, 2007
- Carabus bertolinii Kraatz, 1878
- Carabus bessarabicus Fischer, 1823
- Carabus besseri Fischer, 1822
- Carabus beybienkoi Kryzhanovskij, 1973
- Carabus biebersteini Menetries, 1832
- Carabus billbergi Mannerheim, 1827
- Carabus birmanus Andrewes, 1929
- Carabus biroi Csiki, 1927
- Carabus blaptoides (Kollar, 1836)
- Carabus blumenthaliellus Deuve, 1988
- Carabus blumenthaliensis Heinz & Korge, 1967
- Carabus boanoi Cavazzuti, 2003
- Carabus boeberi Adams, 1817
- Carabus bogdanowi Ballion, 1878
- Carabus bohemani Menetries, 1832
- Carabus bonvouloiri Chaudoir, 1863
- Carabus bornianus Hauser, 1922
- Carabus borodini Heinz, 1996
- Carabus boulbenianus Deuve, 1996
- Carabus bousquetellus Deuve, 1998
- Carabus boysi Tatum, 1851
- Carabus brachygnathus Deuve, 2002
- Carabus brachypedilus Morawitz, 1886
- Carabus branaungi Imura, 1999
- Carabus brandti Faldermann, 1835
- Carabus bremii Stierlin, 1881
- Carabus breuningianus Le Moult, 1930
- Carabus brezinai Deuve, 1994
- Carabus brosciformis Semenov, 1896
- Carabus broukpytlik Brezina & Hackel, 2004
- Carabus bruggeianus Deuve, 1992
- Carabus buddaicus Semenov, 1887
- Carabus burmanensis Breuning, 1932
- Carabus businskyi Deuve, 1990
- Carabus caelatus Fabricius, 1801
- Carabus caelestinus (Imura, 2007)
- Carabus caerulans Moravitz, 1886
- Carabus calleyi Fischer, 1823
- Carabus callisthenoides Semenov, 1888
- Carabus camilloi Cavazzuti & Ratti, 1998
- Carabus canaliculatus Adams, 1812
- Carabus cancellatus Illiger, 1798
- Carabus cantabricus Chevrolat, 1840
- Carabus cantonensis Hauser, 1918
- Carabus carbonicolor Morawitz, 1886
- Carabus careniger Chaudoir, 1863
- Carabus carinthiacus Sturm, 1815
- Carabus cartereti Deuve, 1982
- Carabus casaleianus Deuve, 1994
- Carabus caschmirensis Redtenbacher, 1844
- Carabus castanopterus A. & J.B. Villa, 1833
- Carabus catenulatus Scopoli, 1763
- Carabus caucasicus Adams, 1817
- Carabus caustomarginatus Imura & Mizusawa, 1994
- Carabus cavazzutiellus Deuve, 2002
- Carabus cavernosus Frivaldsky, 1837
- Carabus cavifrons Mandl, 1974
- Carabus cenwangensis Deuve & Tian, 2002
- Carabus certus Reitter, 1896
- Carabus chadianus Cavazzuti & Ratti, 1999
- Carabus chamissonis Fischer, 1822
- Carabus chan Breuning, 1934
- Carabus changeonleei Ishikawa & Kim, 1983
- Carabus chaudoiri Gebler, 1847
- Carabus cheni Deuve, 1992
- Carabus chenianus Deuve & Tian, 1999
- Carabus chevrolati Cristoforis & Jan, 1837
- Carabus chomae (Imura, 2002)
- Carabus choui Deuve, 1989
- Carabus chugokuensis (Nakane, 1961)
- Carabus cicatricosulus Morawitz, 1886
- Carabus cicatricosus Fischer, 1842
- Carabus circassicus Ganglbauer, 1886
- Carabus circe Cavazzuti & Ratti, 1998
- Carabus clathratus Linnaeus, 1761
- Carabus clermontianus Breuning, 1933
- Carabus clypeatus Adams, 1817
- Carabus coarctatus Brulle, 1838
- Carabus compressus Chaudoir, 1846
- Carabus concolor Fabricius, 1792
- Carabus confinis Semenov, 1888
- Carabus confucius Breuning, 1933
- Carabus constricticollis Kraatz, 1886
- Carabus convallium Starck, 1889
- Carabus convexus Fabricius, 1775
- Carabus coriaceipennis Chaudoir, 1863
- Carabus coriaceus Linnaeus, 1758
- Carabus corrugis Dohrn, 1882
- Carabus coruhnehriensis Cavazzuti, 1990
- Carabus crassesculptus Kraatz, 1881
- Carabus crassethoracis Kleinfeld, 1999
- Carabus creutzeri Fabricius, 1801
- Carabus cribratus Quensel, 1806
- Carabus cristoforii Spence, 1823
- Carabus croaticus Dejean, 1826
- Carabus cumanus Fischer, 1823
- Carabus curlettii Cavazzuti, 1984
- Carabus cyanipennis Breuning, 1932
- Carabus cychroides Baudi, 1860
- Carabus cychropalpus Peyron, 1858
- Carabus cylindricus Lapouge, 1914
- Carabus dabamontanus Imura, 1996
- Carabus dacatraianus Deuve, 1995
- Carabus daisen Nakane, 1953
- Carabus danae Kalab, 1995
- Carabus danilevskii Obydov, 1993
- Carabus daphnis Kurnakov, 1962
- Carabus dardiellus Bates, 1889
- Carabus dargei Deuve, 1987
- Carabus datianshanicus Kleinfeld, 1997
- Carabus davidioides Deuve & Yu, 1992
- Carabus davidis Deyrolle & Fairmaire, 1878
- Carabus debilis Semenov, 1896
- Carabus dechambreianus Deuve & Li, 2000
- Carabus decolor Fischer, 1823
- Carabus dehaanii Chaudoir, 1848
- Carabus delavayi Fairmaire, 1886
- Carabus deliae (Morvan, 1972)
- Carabus depressus Bonelli, 1810
- Carabus deuvei Lassalle, 1986
- Carabus deuveianus Cavazzuti & Casale, 2006
- Carabus dietererberi Heinz, 2001
- Carabus dilatotarsalis Mandl, 1979
- Carabus ditomoides Deuve, 1991
- Carabus dokhtouroffi Ganglbauer, 1886
- Carabus dolini Deuve, 1992
- Carabus dolonicus Obydov, 1996
- Carabus dongchuanicus Deuve, 1994
- Carabus dorogostaiskii Shilenkov, 1983
- Carabus draco Brezina, 1999
- Carabus drahoslavae Brezina B. & Hackel M., 2006
- Carabus dreuxioides Deuve, 1998
- Carabus dufouri Dejean, 1829
- Carabus dzhungaricola Deuve, 1989
- Carabus eccoptopterus Kraatz, 1894
- Carabus edithae Reitter, 1893
- Carabus edmundi Semenov, 1896
- Carabus elbursensis Breuning, 1946
- Carabus elegantulus Motschulsky, 1850
- Carabus elliptipennis Deuve, 1995
- Carabus elysii Thomson, 1856
- Carabus emanuelei Imura, 1997
- Carabus enigmaticus Heinz, 1980
- Carabus eokirgisicus Kabak, 1990
- Carabus eous Morawitz, 1889
- Carabus epipleuralis Semenov, 1906
- Carabus epsteini Heinertz, 1978
- Carabus erberi Heinz, 1983
- Carabus erenleriensis Schweiger, 1966
- Carabus ernsti Kabak, 2001
- Carabus erosus Motschulsky, 1865
- Carabus erwini Mandl, 1975
- Carabus esakii Csiki, 1927
- Carabus estreicheri Fischer, 1822
- Carabus everesti Andrewes, 1929
- Carabus exaratus Quensel, 1806
- Carabus excellens Fabricius, 1798
- Carabus exiguus Semenov, 1898
- Carabus fabricii Panzer, 1812
- Carabus fairmairei Thomson, 1875
- Carabus fallettiellus Deuve, 1998
- Carabus famini Dejean, 1826
- Carabus fanjinensis Deuve & Tian, 2001
- Carabus faustus Brulle, 1838
- Carabus favieri Fairmaire, 1859
- Carabus feae Gestro, 1888
- Carabus fedtschenkoi Solsky, 1874
- Carabus ferghanicus Breuning, 1933
- Carabus fiduciarius Thomson, 1856
- Carabus finitimus Haldeman, 1852
- Carabus flavigenua Cavazzuti, 2002
- Carabus flutschi Deuve & Li, 1998
- Carabus fontellus Deuve, 1997
- Carabus foreli Hauser, 1922
- Carabus formosus Semenov, 1887
- Carabus forreri Bates, 1882
- Carabus franzi Mandl, 1974
- Carabus fraterculoides Breuning, 1961
- Carabus fraterculus Reitter, 1895
- Carabus fruhstorferi Roeschke, 1900
- Carabus fubianensis Deuve & Kalab, 2007
- Carabus fumigatus Semenov, 1898
- Carabus fushuangensis Deuve, 1997
- Carabus galicianus Gory, 1839
- Carabus gandharae Heinertz, 1978
- Carabus gansuensis Semenov, 1887
- Carabus gaschkewitschi Motschulsky, 1859
- Carabus gebleri Fischer, 1817
- Carabus gehinii Fairmaire, 1886
- Carabus gemellatus Menetries, 1832
- Carabus gemmifer Fairmaire, 1887
- Carabus genei Gene, 1839
- Carabus gentleman Brezina & Hackel, 2004
- Carabus georgia Cavazzuti, 1984
- Carabus ghiliani La Ferte-Senectere, 1847
- Carabus giachinoi Cavazzuti, 1991
- Carabus gigas Creutzer, 1799
- Carabus gigolo Heinz & Brezina, 1996
- Carabus gigoloides Cavazzuti, 2000
- Carabus gilnickii Deyrolle, 1869
- Carabus glabratus Paykull, 1790
- Carabus globulus Cavazzuti, 2006
- Carabus glyptopterus Fischer, 1827
- Carabus gologensis Deuve E Tian 2004
- Carabus gomerae A.Muller, 2004
- Carabus gonggaicus Deuve, 1989
- Carabus gorodinskii Obydov, 1998
- Carabus gossarei Haury, 1879
- Carabus gotschi Chaudoir, 1846
- Carabus gracilicollis Semenov, 1887
- Carabus gracilithorax Deuve, 1989
- Carabus graecus Dejean, 1826
- Carabus granulatocostatus Mandl, 1965
- Carabus granulatus Linnaeus, 1758
- Carabus gratus Semenov, 1887
- Carabus gressittianus Mandl, 1975
- Carabus gridellii Breuning, 1958
- Carabus grombczewskii Semenov, 1891
- Carabus grossefoveatus Hauser, 1913
- Carabus guadarramus La Ferte-Senectere, 1847
- Carabus guangxicus Deuve, 1989
- Carabus guerini Fischer, 1842
- Carabus guibeicus Deuve & Tian, 1999
- Carabus guinanensis Deuve, 1991
- Carabus guizhouensis Cavazzuti, 1994
- Carabus gussakovskii Kryzhanovskij, 1971
- Carabus guycolasianus Deuve, 2001
- Carabus guzhangensis Kleinfeld, 1998
- Carabus gyllenhali Fischer, 1827
- Carabus haeckeli Brezina & Imura, 1997
- Carabus handelmazzettii Mandl, 1955
- Carabus harmandi Lapouge, 1909
- Carabus hauseri Reitter, 1894
- Carabus heinzi Breuning, 1964
- Carabus hemprichi Dejean, 1826
- Carabus hendrichsi Bolívar Y Pieltain, Rotger & Coronado, 1967
- Carabus hengduanicola Deuve, 1996
- Carabus henningi Fischer, 1817
- Carabus hera Kleinfeld, 2000
- Carabus heydenianus Starck, 1889
- Carabus hiekei Kabak & Kryzhanovskij, 1990
- Carabus hiekeianus Deuve, 1991
- Carabus hienfoungi Thomson, 1857
- Carabus hispanus Fabricius, 1787
- Carabus hiurai Kamiyoshi & Mizoguchi, 1960
- Carabus hollbergi Mannerheim, 1827
- Carabus hortensis Linnaeus, 1758
- Carabus huangi Deuve, 1992
- Carabus huangianus Deuve & Tian, 2003
- Carabus hubeicus Deuve, 1991
- Carabus hummeli Fischer, 1823
- Carabus hummelioides Deuve, 1989
- Carabus hunanicola Deuve & Yu, 1992
- Carabus hungaricus Fabricius, 1792
- Carabus hybridus Ganglbauer, 1887
- Carabus ibericus Fischer, 1823
- Carabus ichangensis Bates, 1889
- Carabus ignimitella Bates, 1888
- Carabus iliensis Kabak 1994
- Carabus imitator Reitter, 1883
- Carabus imperfectus Semenov, 1887
- Carabus imperialis Fischer, 1823
- Carabus impressus Klug, 1832
- Carabus inagakii Deuve, 1991
- Carabus indicus Fairmaire, 1889
- Carabus indigestus Semenov, 1898
- Carabus infantulus Morawitz, 1886
- Carabus infirmior Hauser, 1924
- Carabus insulicola Chaudoir, 1869
- Carabus interruptocostatus Semenov, 1887
- Carabus intricatus Linnaeus, 1761
- Carabus inventoides Deuve & Li, 2000
- Carabus inventus Cavazzuti, 1999
- Carabus irregularis Fabricius, 1792
- Carabus isabellae Lassalle, 1985
- Carabus ishizukai Deuve & Ohshima, 1989
- Carabus italicus Dejean, 1826
- Carabus iteratus Breuning, 1934
- Carabus itshkibashi Kabak, 2004
- Carabus itzingeri Breuning, 1934
- Carabus iwawakianus (Nakane, 1953)
- Carabus jacobsoni Semenov, 1898
- Carabus janatai Brezina, 1996
- Carabus jankowskii Oberthur, 1883
- Carabus janthinus Ganglbauer, 1887
- Carabus japonicus Motschulsky, 1857
- Carabus jason Semenov, 1898
- Carabus jingzhongensis Deuve & Li, 2005
- Carabus jinnanicus Deuve & Tian, 2006
- Carabus jintangicus Deuve, 2001
- Carabus jiudingensis Deuve, 1994
- Carabus jiulongensis Deuve, 1994
- Carabus juengerianus Kleinfeld, 1995
- Carabus juenthneri (Reitter, 1899)
- Carabus juldusanus Breuning, 1933
- Carabus kabakovi Lafer, 1989
- Carabus kadoudali (Morvan, 1981)
- Carabus kadyrbekovi Kabak 1994
- Carabus kafka Kleinfeld & Reuter, 2009
- Carabus kaghanensis Heinertz, 1978
- Carabus kalabellus Deuve, 1993
- Carabus kalabi Deuve, 1990
- Carabus kamensis Semenov, 1903
- Carabus kangdingi Korell, Kleinfeld & Gorgner, 1992
- Carabus kantaikensis Gehin, 1885
- Carabus karaterekensis Kalab, 1996
- Carabus karkarensis Kabak & Ovchinnikov, 1994
- Carabus karpinskii Kryzhanovskij & Matveev, 1993
- Carabus kasakorum Semenov, 1896
- Carabus kasbekianus Kraatz, 1877
- Carabus katajevi Gottwald, 1989
- Carabus kaufmanni Solsky, 1874
- Carabus kaznakovi Semenov & Znojko, 1932
- Carabus keithi Deuve, 1995
- Carabus khalyktauensis Kabak, 2005
- Carabus khorasanensis Deuve, 1993
- Carabus kimurai Ishikawa, 1966
- Carabus kitawakianus Imura, 1993
- Carabus kitawakiellus Imura, 1995
- Carabus kiukiangensis Bates, 1888
- Carabus klapperichianus Mandl, 1955
- Carabus kleinfeldorum Kabak & Putchkov, 1995
- Carabus koenigi Ganglbauer, 1886
- Carabus koganae Colas, 1961
- Carabus koidei Imura, 1996
- Carabus koiwayai Deuve & Imura, 1990
- Carabus kokujewi Semenov, 1898
- Carabus kolbei Roeschke, 1887
- Carabus kollari Palliardi, 1825
- Carabus koltzei Rost, 1889
- Carabus kolymensis Lafer, 1989
- Carabus komarowi Reitter, 1882
- Carabus koreanus Reitter, 1895
- Carabus korellianus Kleinfeld, 2002
- Carabus kouanping Maindron, 1906
- Carabus kouichii Imura & Mizusawa, 1997
- Carabus kozhantschikovi Lutshnik, 1924
- Carabus kozloviellus Semenov & Znojko, 1932
- Carabus kraatzi Chaudoir, 1877
- Carabus kratkyi Ganglbauer, 1890
- Carabus kruberi Fischer, 1822
- Carabus kryzhanovskianus Deuve, 1992
- Carabus kryzhanovskii Bogachev, 1965
- Carabus kubani Deuve, 1990
- Carabus kucerai Deuve, 1997
- Carabus kumagai Kimura & Komiya, 1974
- Carabus kurdicus Heinz, 1975
- Carabus kurilensis Lapouge, 1913
- Carabus kusnetzovi Semenov, 1903
- Carabus kweitshauensis Mandl, 1975
- Carabus kyushuensis Nakane, 1960
- Carabus labrangicus Deuve, 1992
- Carabus ladygini Semenov, 1903
- Carabus laevithorax Breuning, 1935
- Carabus lafossei Feisthamel, 1845
- Carabus lailensis Belousov, 1992
- Carabus lama Semenov, 1898
- Carabus lamarcki Deuve, 1994
- Carabus lambrechti Kleinfeld, 2006
- Carabus laoshanicus Imura, 1995
- Carabus laotse Breuning, 1943
- Carabus latiballioni Deuve, 1993
- Carabus latipennis Breuning, 1932
- Carabus latreillei Fischer, 1822
- Carabus latro Semenov, 1898
- Carabus latus Dejean, 1826
- Carabus lazikouensis Deuve, 1997
- Carabus lazorum Belousov & Zamotajlov, 1999
- Carabus leachi Fischer, 1823
- Carabus lebretae Colas, 1961
- Carabus leda Kleinfeld, 2000
- Carabus lederi Reitter, 1882
- Carabus ledouxi Deuve, 2001
- Carabus leechi Bates, 1888
- Carabus leepai Heinz, 1993
- Carabus legrandi Deuve, 1991
- Carabus legrandianus Deuve & Tian, 2007
- Carabus leptoplesioides Deuve, 1992
- Carabus lewisianus Breuning, 1932
- Carabus limbatus Say, 1825
- Carabus lindemanni Ballion, 1878
- Carabus lineatus Dejean, 1826
- Carabus linnaei Panzer, 1812
- Carabus linnei Panzer, 1810
- Carabus linxiaensis Deuve, 1992
- Carabus lixianensis Deuve, 1990
- Carabus lizizhongi Deuve & Tian, 2007
- Carabus longeantennatus Hauser, 1931
- Carabus longipedatus Belousov & Kabak, 1993
- Carabus longiusculus Cavazzuti, 2006
- Carabus lopatini Morawitz, 1886
- Carabus loschnikovi Fischer, 1823
- Carabus lucens Schaum, 1856
- Carabus lucepunctus Cavazzuti & Rapuzzi, 2005
- Carabus ludingensis Deuve & Vigna Taglianti, 1992
- Carabus ludivinae Deuve, 1996
- Carabus luetgensi Beuthin, 1886
- Carabus luschanensis Hauser, 1919
- Carabus lusitanicus Fabricius, 1801
- Carabus luzeicola Kalab, 2005
- Carabus macleayi Dejean, 1826
- Carabus macrocephalus Dejean, 1826
- Carabus macrogonus Chaudoir, 1847
- Carabus macropus Chaudoir, 1877
- Carabus madefactus Cavazzuti, 1997
- Carabus maeander Fischer, 1822
- Carabus maiyasanus Bates, 1873
- Carabus malaisei Breuning, 1947
- Carabus maleki Deuve, 1991
- Carabus malkovskyi Kabak, 1990
- Carabus manap Brezina & Kabak, 1993
- Carabus mandarin Kalab, 2002
- Carabus mandibularis Fischer, 1827
- Carabus manifestus Kraatz, 1881
- Carabus maoershanicus Cavazzuti, 1995
- Carabus maowenensis Deuve, 2001
- Carabus marginalis Fabricius, 1794
- Carabus marietti Cristoforis & Jan, 1837
- Carabus marquardti Reitter, 1898
- Carabus masahiroi (Imura, 2006)
- Carabus massagetus Motschulsky, 1846
- Carabus masuzoi (Imura & M. Sato, 1989)
- Carabus maurus Adams, 1817
- Carabus mecynodes Bates, 1890
- Carabus meditabundus Deuve, 1992
- Carabus melancholicus Fabricius, 1798
- Carabus melii Cavazzuti & Ratti, 2005
- Carabus melli Born, 1923
- Carabus mellyi Chaudoir, 1846
- Carabus menelaus Breuning, 1951
- Carabus menetriesi Hummel, 1827
- Carabus merdeniki Cavazzuti & Korell, 1992
- Carabus merkensis Kabak, 1992
- Carabus merzbacheri Hauser, 1922
- Carabus mestscherjakovi Lutshnik, 1924
- Carabus meurguesianus Ledoux, 1990
- Carabus mianningensis Kleinfeld, 2000
- Carabus mianyangensis Deuve & Li, 1998
- Carabus miaorum Lassalle & Prunier, 1993
- Carabus michailovi Kabak, 1992
- Carabus microtatos Cavazzuti, 1997
- Carabus mifan Kalab, 2005
- Carabus mikhaili Deuve & Mourzine, 1997
- Carabus minimus Semenov & Znojko, 1932
- Carabus mirabilissimus Ishikawa & Deuve, 1982
- Carabus mirandus Cavazzuti & Rapuzzi, 2005
- Carabus miroslavi Deuve, 2000
- Carabus mniszechi Chaudoir, 1852
- Carabus modestulus Semenov, 1887
- Carabus mongoliensis Obydov, 2003
- Carabus monilifer Tatum, 1847
- Carabus monilis Fabricius, 1792
- Carabus monticola Dejean, 1826
- Carabus montivagus Palliardi, 1825
- Carabus montreuili Deuve, 2003
- Carabus morawitzianus Semenov, 1887
- Carabus morbillosus Fabricius, 1792
- Carabus morphocaraboides Deuve, 1989
- Carabus mouthiezianoides Deuve & Kalab, 1992
- Carabus mouthiezianus Deuve, 1991
- Carabus mullerellus Beheim & Breuning, 1943
- Carabus mulsantianus Morawitz, 1886
- Carabus munganasti Reitter, 1909
- Carabus namanganensis Heyden, 1886
- Carabus namhaedoensis Kwon & Lee, 1984
- Carabus nangnimicus Blumenthal & Deuve, 1984
- Carabus nankotaizanus Kano, 1932
- Carabus nanosomus Hauser, 1931
- Carabus nanschanicus Semenov, 1898
- Carabus nanwutai Kleinfeld, Korell & Wrase, 1996
- Carabus narynensis Csiki, 1927
- Carabus neli Deuve, 1998
- Carabus nemoralis Muller, 1764
- Carabus nestor Breuning, 1934
- Carabus ngi Deuve, 1994
- Carabus nikolajevi Kabak, 1998
- Carabus nitens Linnaeus, 1758
- Carabus nitididorsus Ishikawa & Kim, 1983
- Carabus noctivagus Deuve, 1992
- Carabus nodulosus Creutzer, 1799
- Carabus nosei Imura, 1997
- Carabus nothus Adams, 1817
- Carabus nouristani (Ledoux, 1977)
- Carabus novenumus Deuve, 1995
- Carabus oblongior Deuve, 1992
- Carabus obovatus Fischer, 1827
- Carabus obsoletus Sturm, 1815
- Carabus odoratus Motschulsky, 1844
- Carabus odysseus Breuning, 1932
- Carabus ohomopteroides Deuve & Tian, 2004
- Carabus ohshimaianus Deuve, 1988
- Carabus olafi Deuve & J.Schmidt, 2007
- Carabus olympiae Sella, 1855
- Carabus omphreodes Reitter, 1898
- Carabus opaculus Putzeys, 1875
- Carabus osawai Imura, Zhou & Su, 1999
- Carabus osseticus Adams, 1817
- Carabus ovtchinnikovi Gottwald, 1987
- Carabus pachtoun Ledoux, 1975
- Carabus paiafa White, 1845
- Carabus panda Deuve, 1988
- Carabus pangi Deuve & Tian, 1999
- Carabus paris Breuning, 1932
- Carabus parreyssi Palliardi, 1825
- Carabus pauliani Deuve, 2004
- Carabus paulusi Kalab, 1995
- Carabus pavesii Cavazzuti, 1992
- Carabus pawlowskianus Deuve, 1989
- Carabus pedemontanus Ganglbauer, 1892
- Carabus penelope Kleinfeld, 1997
- Carabus pepek Imura & Kalab, 2006
- Carabus perelloi Casale, 1979
- Carabus perrini Dejean, 1831
- Carabus persianus Roeschke, 1896
- Carabus petri Semenov & Znojko, 1932
- Carabus phoenix Lapouge, 1924
- Carabus piceophilus Deuve, 1994
- Carabus piffli Mandl, 1961
- Carabus pineticola Deuve & Mourzine, 2004
- Carabus pingpong Brezina & Hackel, 2004
- Carabus piochardi Gehin, 1883
- Carabus pisidicus Peyron, 1854
- Carabus planarius Obydov, 1994
- Carabus planatus Chaudoir, 1843
- Carabus planicollis Kuster, 1846
- Carabus plasoni Ganglbauer, 1886
- Carabus poeta Semenov, 1898
- Carabus polemistes Hauser, 1921
- Carabus politulus Morawitz, 1886
- Carabus polychrous Rost, 1892
- Carabus porrecticollis Bates, 1883
- Carabus poschingerianus Korell & Kleinfeld, 1989
- Carabus potanini (Semenov, 1887)
- Carabus praecellens Palliardi, 1825
- Carabus praecox Semenov, 1898
- Carabus prattianus Bates, 1890
- Carabus principalis Bates, 1889
- Carabus problematicus Herbst, 1786
- Carabus procerulus Chaudoir, 1862
- Carabus prodigus Erichson, 1834
- Carabus promachus Bates, 1891
- Carabus prometheus Reitter, 1887
- Carabus propiorthais Cavazzuti, 2000
- Carabus protenes Bates, 1889
- Carabus protensus Schaum, 1864
- Carabus przewalskii Morawitz, 1886
- Carabus pseudocenwangensis Deuve & Tian, 2005
- Carabus pseudodepressus Machard, 1988
- Carabus pseudoguizhouensis Kleinfeld, 2006
- Carabus pseudoharmandi Mandl, 1965
- Carabus pseudokoreanus Breuning, 1934
- Carabus pseudolamprostus Kalab, 1996
- Carabus pseudolatipennis Deuve, 1991
- Carabus pseudomarkamensis Deuve, 1992
- Carabus pseudomonticola Lapouge, 1908
- Carabus pseudoprosodes Semenov & Znojko, 1932
- Carabus pseudopusio Deuve, 1996
- Carabus pseudosackeni Deuve, 1989
- Carabus pseudotorquatus Deuve, 1995
- Carabus pskemicus Deuve & Kalab, 1993
- Carabus puer Morawitz, 1886
- Carabus puetzi Kleinfeld, 2000
- Carabus pukwonensis Deuve & Mourzine, 1993
- Carabus pullus Semenov & Znojko, 1932
- Carabus pumilio Kuster, 1846
- Carabus punctatus Castelnau, 1835
- Carabus pupulus Morawitz, 1889
- Carabus puschkini Adams, 1817
- Carabus pusio Semenov, 1898
- Carabus pustulifer Lucas, 1869
- Carabus pustululatus Deuve, 1993
- Carabus pyrenaeus Audinet-Serville, 1821
- Carabus qiangding Kleinfeld & Puchner, 2007
- Carabus qinlingensis Imura, 1993
- Carabus queinneci Deuve, 1983
- Carabus quindecim Cavazzuti, 2002
- Carabus quinlani Mandl, 1965
- Carabus rapuzzi Kleinfeld, 2000
- Carabus redikortzewi Semenov & Breuning, 1931
- Carabus regalis Fischer, 1822
- Carabus regeli Morawitz, 1886
- Carabus regulus Dohrn, 1882
- Carabus reitteri Retowski, 1885
- Carabus reitterianus Breuning, 1934
- Carabus relictus Semenov, 1898
- Carabus reuteri Kleinfeld, 2008
- Carabus rhododendron Deuve & Imura, 1991
- Carabus riedeli Menetries, 1832
- Carabus riffensis Fairmaire, 1875
- Carabus roborowskii Semenov, 1887
- Carabus robustus Deyrolle, 1869
- Carabus roseni Reitter, 1897
- Carabus roseri Faldermann, 1835
- Carabus rossii Dejean, 1826
- Carabus rostandianus Deuve, 2005
- Carabus rostianus Semenov, 1906
- Carabus rothi Dejean, 1829
- Carabus roxane Kleinfeld, 2002
- Carabus rueckbeili Breuning, 1934
- Carabus rufocuprescens Deuve, 1993
- Carabus rugosus Fabricius, 1792
- Carabus rumelicus Chaudoir, 1867
- Carabus rustemi Kabak, 2009
- Carabus rutilans Dejean, 1826
- Carabus sacarum Kabak, 1998
- Carabus sackeni Semenov, 1898
- Carabus sackenioides Deuve, 1991
- Carabus saga Cavazzuti, 1997
- Carabus salpansis Deuve, 1984
- Carabus saphyrinus Cristoforis & Jan, 1837
- Carabus satyrus Kurnakov, 1962
- Carabus saueri Deuve, 1993
- Carabus saulcyi Piochard, 1875
- Carabus sauteri Roeschke, 1912
- Carabus scabripennis Chaudoir, 1850
- Carabus scabriusculus Olivier, 1795
- Carabus scabrosus Olivier, 1795
- Carabus scheibei Eidam, 1937
- Carabus scheidleri Panzer, 1799
- Carabus schoenherri Fischer, 1822
- Carabus schrencki Motschulsky, 1860
- Carabus schuetzei Kleinfeld, 1998
- Carabus scovitzi Faldermann, 1835
- Carabus sculptipennis Chaudoir, 1887
- Carabus sculpturatus Menetries, 1832
- Carabus sehnali Brezina & Hackel, 2006
- Carabus seishinensis Lapouge, 1931
- Carabus semenovianus Breuning, 1934
- Carabus sementivus (Imura, 2005)
- Carabus semiopacus Reitter, 1895
- Carabus separatus Lapouge, 1907
- Carabus septemcarinatus Motschulsky, 1840
- Carabus seroulikbin Cavazzuti, 2008
- Carabus serratus Say, 1825
- Carabus shaanxiensis Deuve, 1991
- Carabus shamaevi Imura, 1996
- Carabus shirtalensis Gottwald, 1990
- Carabus shokalskii Semenov & Breuning, 1931
- Carabus shtchurovi Belousov & Zamotajlov, 1993
- Carabus shuamaluko Deuve, 1991
- Carabus shun Deuve, 1995
- Carabus sibiricus Fischer, 1822
- Carabus sichuanicola Deuve, 1989
- Carabus sifanicus Semenov, 1898
- Carabus siguniangensis Deuve, 1997
- Carabus simardianus Deuve, 1990
- Carabus sinicus Breuning, 1950
- Carabus sinotibeticola Mandl, 1975
- Carabus skyaphilus Cavazzuti, 1998
- Carabus slovtzovi Mannerheim, 1849
- Carabus smaragdinus Fischer, 1823
- Carabus sogdianus Semenov, 1898
- Carabus solidior Deuve & Imura, 1990
- Carabus solieri Dejean, 1826
- Carabus solskyi Ballion, 1878
- Carabus songshanicus Kleinfeld, 1994
- Carabus sororius Morawitz, 1886
- Carabus spasskianus Fischer, 1823
- Carabus sphinx Reitter, 1895
- Carabus splendens Olivier, 1790
- Carabus stackelbergi Kryzhanovskij, 1968
- Carabus staehlini Adams, 1817
- Carabus starcki Heyden, 1885
- Carabus starckianus Ganglbauer, 1886
- Carabus staudingeri Ganglbauer, 1886
- Carabus sternbergi Roeschke, 1898
- Carabus steuartii Deyrolle, 1852
- Carabus steveni Menetries, 1832
- Carabus stjernvalli Mannerheim, 1830
- Carabus stoliczkanus Bates, 1878
- Carabus strandiellus Breuning, 1934
- Carabus stroganowi Zoubkoff, 1837
- Carabus stscheglowi Mannerheim, 1827
- Carabus stschurovskii Solsky, 1874
- Carabus subindigestus Deuve, 1994
- Carabus subparallelus Ballion, 1878
- Carabus subtilistriatus Hauser, 1922
- Carabus successor Reitter, 1896
- Carabus sui Imura & Zhou, 1998
- Carabus sunwukong Imura, 1993
- Carabus swaneticus Reitter, 1883
- Carabus sylvestris Panzer, 1793
- Carabus sylvosus Say, 1825
- Carabus syriacus Kollar, 1843
- Carabus syrus Roeschke, 1898
- Carabus szeli Deuve, 1994
- Carabus tadzhikistanus Kryzhanovskij, 1968
- Carabus taedatus Fabricius, 1787
- Carabus taibaiensis Kleinfeld, 2001
- Carabus taibaishanicus Deuve, 1989
- Carabus takashimai Deuve & Imura, 1993
- Carabus taliensis (Fairmaire, 1886)
- Carabus talyschensis Menetries, 1832
- Carabus tamang Deuve, 1983
- Carabus tamsi Menetries, 1832
- Carabus tanakaianus (Imura, 2005)
- Carabus tarbagataicus Kraatz, 1878
- Carabus tekeliensis Kabak, 2001
- Carabus tekesensis Deuve & Tian, 2004
- Carabus telemachus Hauser, 1925
- Carabus tengchongicola Deuve, 1999
- Carabus tenuitarsis Kraatz, 1877
- Carabus tewoensis Deuve, 1992
- Carabus thais Heinz, 1997
- Carabus theanus Reitter, 1895
- Carabus thianshanskii Breuning, 1934
- Carabus thibetanus Breuning, 1950
- Carabus thilliezi Deuve, 1994
- Carabus thoraciculus Cavazzuti, 1998
- Carabus tianbaoshan Kleinfeld, 1998
- Carabus tianshanicola Deuve & Tian, 2003
- Carabus tibetanophilus Deuve, 1991
- Carabus tibeticus Cavazzuti & Rapuzzi, 2005
- Carabus tieguanzi Imura, 1990
- Carabus tientei Thomson, 1857
- Carabus titan Zolotarev, 1913
- Carabus titanus Breuning, 1933
- Carabus tokatensis Roeschke, 1898
- Carabus tonkinensis Deuve, 1990
- Carabus torosus Frivaldsky, 1835
- Carabus torquatus Cavazzuti, 1995
- Carabus toulgoeti Deuve, 1989
- Carabus trachynodes Bates, 1891
- Carabus transiliensis Semenov, 1896
- Carabus trichothorax Brezina & Imura, 1997
- Carabus truncaticollis Eschscholtz, 1833
- Carabus tryznai Brezina & Hackel, 2006
- Carabus tsharynensis Kabak 1994
- Carabus tshistjakovae Kabak, 2001
- Carabus tsogoensis Deuve, 1997
- Carabus tuberculipennis Mandl, 1974
- Carabus tuberculosus Dejean, 1829
- Carabus turcomanorum Thieme, 1881
- Carabus turcosinensis Mandl, 1955
- Carabus turkestanus Breuning, 1929
- Carabus turnai Deuve, 1994
- Carabus turnaianus Deuve, 1995
- Carabus tuvensis Shilenkov, 1996
- Carabus tuxeni Mandl, 1979
- Carabus uenoi Ishikawa, 1960
- Carabus uenoianus Imura, 1995
- Carabus ulrichii Germar, 1824
- Carabus vagans Olivier, 1795
- Carabus validus Kraatz, 1884
- Carabus valikhanovi Kabak, 1990
- Carabus vanvolxemi Putzeys, 1875
- Carabus variabilis Ballion, 1878
- Carabus varians Fischer, 1827
- Carabus variolosus Fabricius, 1787
- Carabus venustus Morawitz, 1862
- Carabus versicolor Frivaldsky, 1835
- Carabus viatorum Deuve, 1992
- Carabus victor Fischer, 1836
- Carabus vietinghoffi Adams, 1812
- Carabus vigil Semenov, 1898
- Carabus vigilax Bates, 1890
- Carabus vinctus Weber, 1801
- Carabus violaceus Linnaeus, 1758
- Carabus viridifossulatus Fairmaire, 1887
- Carabus vitalisi Lapouge, 1916
- Carabus vladimirskyi Dejean & Boisduval, 1830
- Carabus vogtae Beheim & Breuning, 1943
- Carabus vogtianus Beheim & Breuning, 1943
- Carabus wagae Fairmaire, 1882
- Carabus wallichi Hope, 1831
- Carabus wangziensis Deuve & Li, 2005
- Carabus watanabei (Imura, 2003)
- Carabus wengdaensis Kleinfeld & Puchner, 2009
- Carabus wenxianicola Deuve, 1996
- Carabus wittmerorum Heinertz, 1978
- Carabus wrzecionkoianus Deuve, 2007
- Carabus wulffiusi Morawitz, 1862
- Carabus wumingensis Deuve, 1992
- Carabus wutaishanicus Muller, 2000
- Carabus xiangchengicus Deuve, 1993
- Carabus xianhensis Deuve & Tian, 2007
- Carabus xiaoxiangensis Deuve, 1995
- Carabus xiei Deuve, 1992
- Carabus xiuyanensis Deuve & Li, 1998
- Carabus xupuensis Kleinfeld, 1998
- Carabus yaconinus Bates, 1873
- Carabus yamato Nakane, 1953
- Carabus yaophilus Deuve, 1990
- Carabus yinjiangicus Deuve & Tian, 2001
- Carabus yokoae Deuve, 1988
- Carabus yuae Deuve, 1989
- Carabus yuanbaoensis Deuve, 1994
- Carabus yuanshanensis Kleinfeld, 1996
- Carabus yunanensis Born, 1905
- Carabus yundongbeicus Deuve, 2002
- Carabus yunlingensis Deuve, 1991
- Carabus yunnanicola Deuve, 1989
- Carabus yunnanus Fairmaire, 1886
- Carabus yushuensis Deuve, 1991
- Carabus zarudnyi Semenov & Znojko, 1932
- Carabus zawadzkii Kraatz, 1854
- Carabus zengae Deuve & Tian, 2000
- Carabus zhanglaensis Deuve, 1991
- Carabus zhubajie Imura, 1993
- Carabus znojkoi Semenov & Breuning, 1931

## Galería

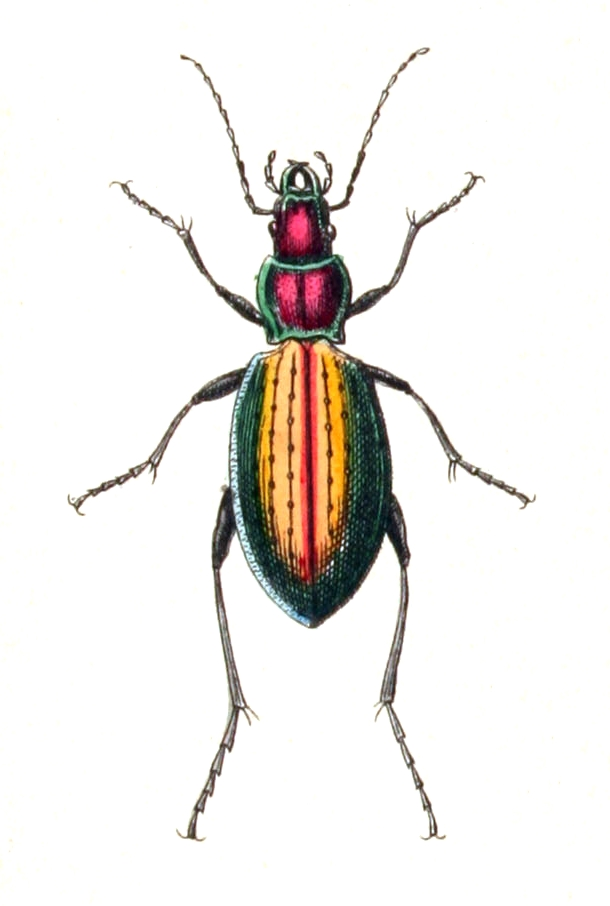
Carabus rutilans
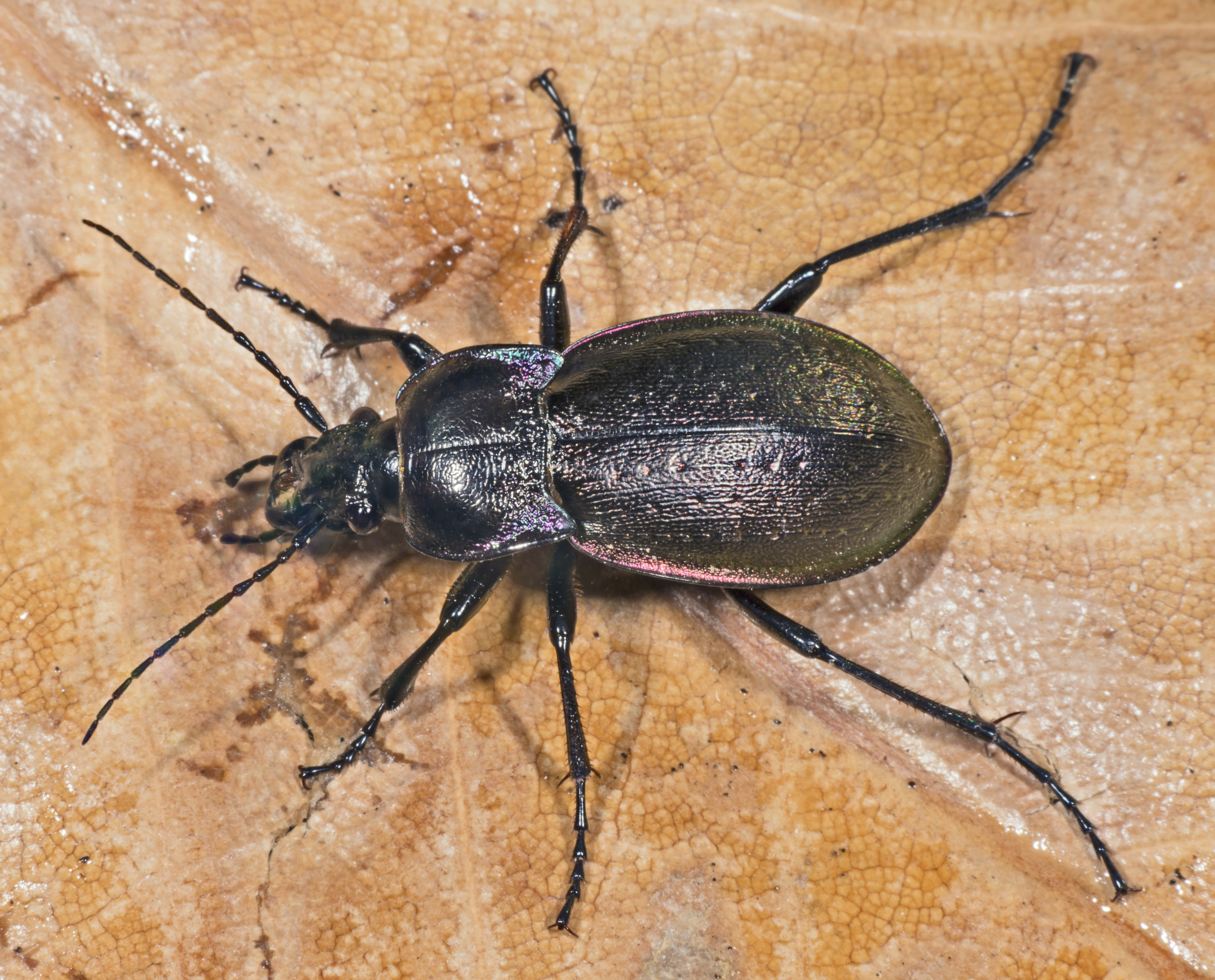
Carabus nemoralis ♀
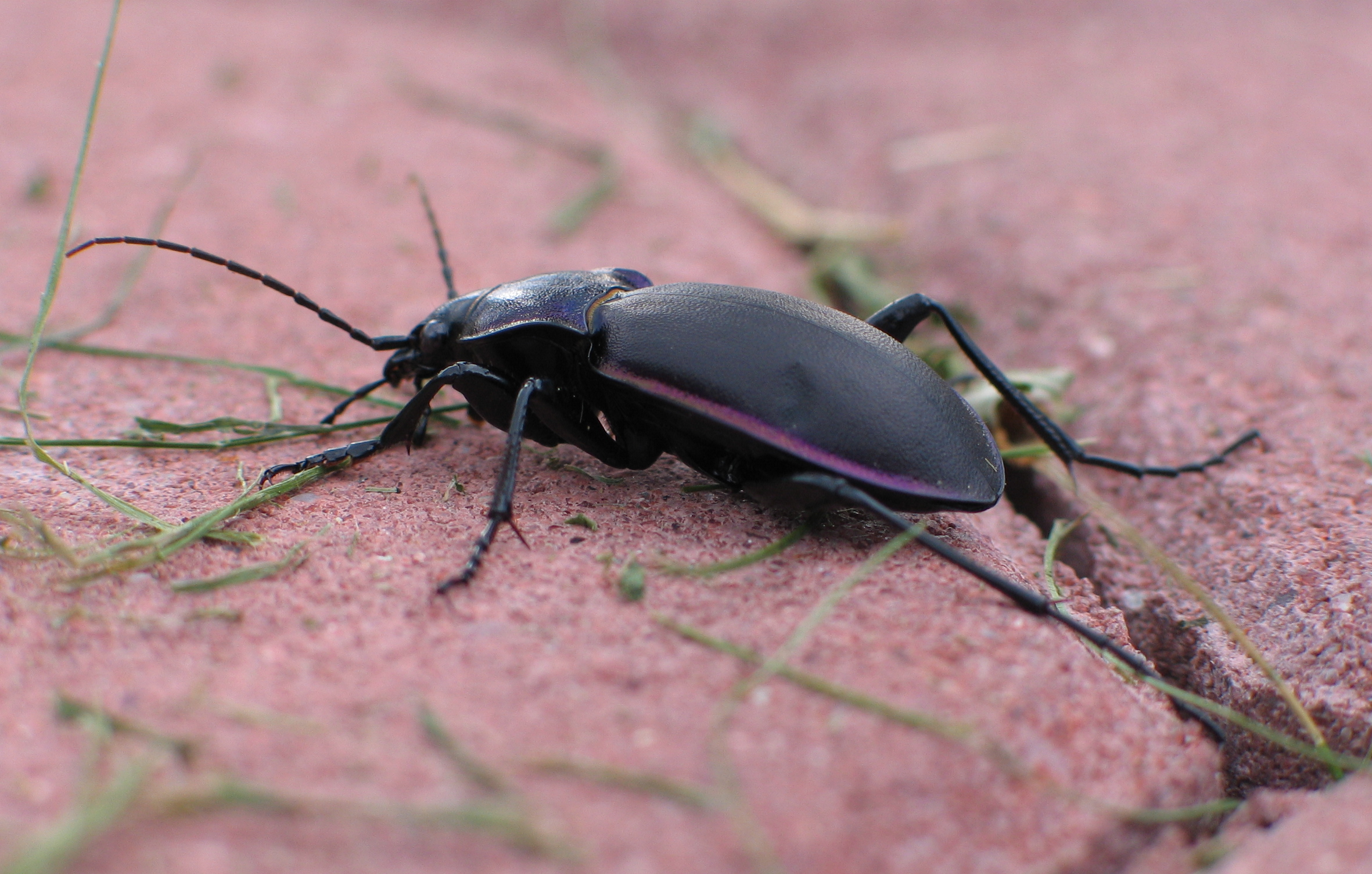
Carabus violaceus
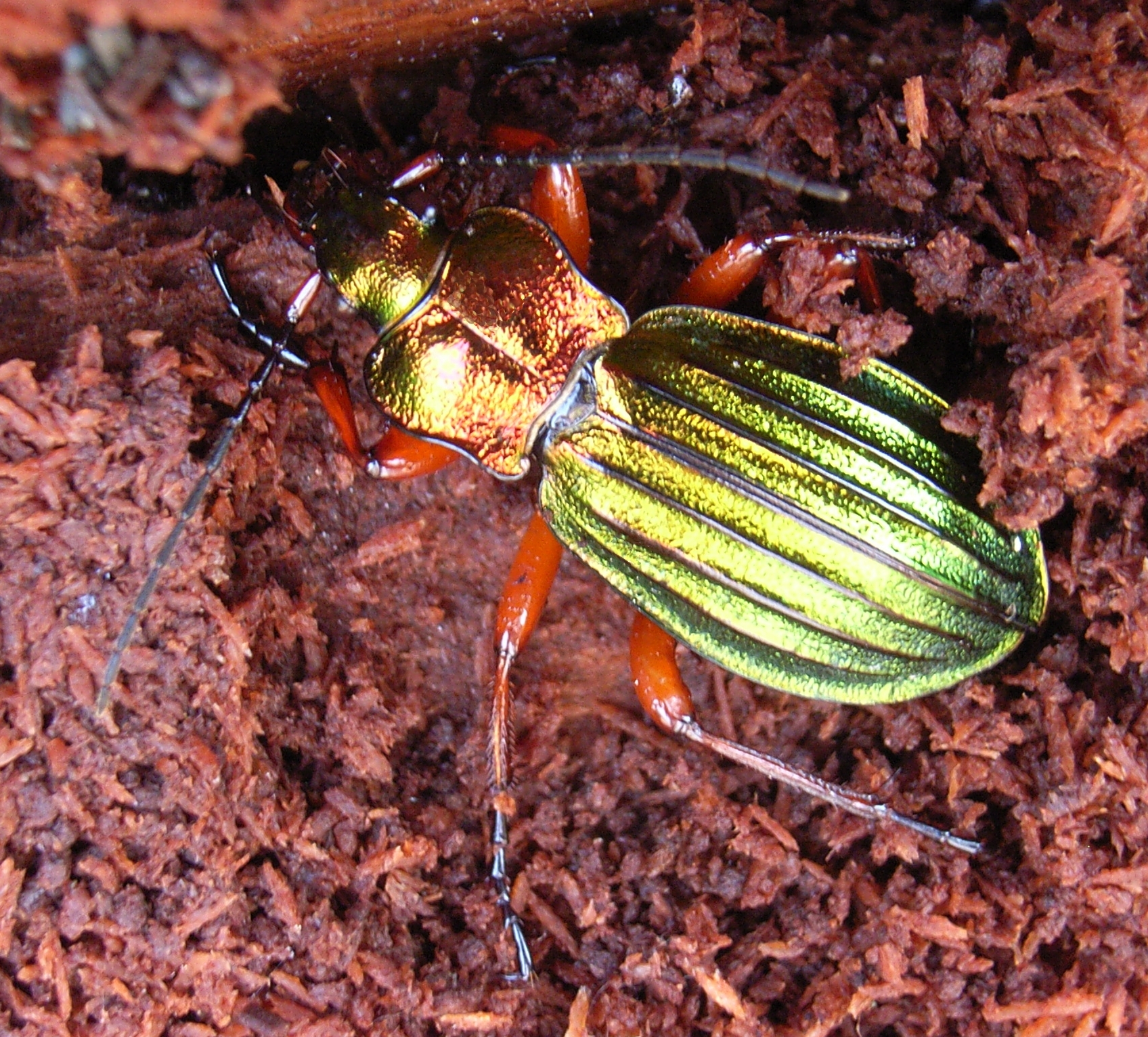
Carabus auronitens